# Parre
Parre là một đô thị ở tỉnh Bergamo trong vùng Lombardia của nước Ý, có vị trí cách khoảng 70 km về phía đông bắc của Milano và khoảng 25 km về phía đông bắc của Bergamo. Tại thời điểm ngày 31 tháng 12 năm 2004, đô thị này có dân số 2.821 người và diện tích là 22.5 km².
Đô thị Parre có các frazioni (đơn vị cấp dưới, chủ yếu là các làng) Ponte Selva, Sant' Alberto, và Martorasco.
Parre giáp các đô thị: Ardesio, Clusone, Piario, Ponte Nossa, Premolo, Villa d'Ogna.